# Athabasca Falls
Athabasca Falls är ett vattenfall i Kanada.   Det ligger i provinsen Alberta, i den centrala delen av landet, 3 100 km väster om huvudstaden Ottawa. Athabasca Falls ligger 1 174 meter över havet.
Terrängen runt Athabasca Falls är huvudsakligen bergig, men den allra närmaste omgivningen är kuperad. Athabasca Falls ligger nere i en dal.Trakten runt Athabasca Falls är nära nog obefolkad, med mindre än två invånare per kvadratkilometer.. Det finns inga samhällen i närheten. 
I omgivningarna runt Athabasca Falls växer i huvudsak barrskog.